# 영해버스터미널
영해버스터미널은 경상북도 영덕군 영해면 예주시장길 5(성내리 637)에 있는 대한민국의 시외버스 터미널이다.
터미널 건물 옆면에 영해버스정류장이라고 되어 있기도 한다.

## 운행 노선

### 시외버스
| 방면        | 행선지 |
| ----------- | --- |
| 수도권 방면 | 동서울, 서수원, 수원, 안산, 오산, 인천 |
| 강원권 방면 | 강릉, 거진, 근덕, 낙산, 동해, 삼척, 속초, 양양, 임원, 장호, 주문진, 하조대, 호산                                                               |
| 영남권 방면 | 강구, 경주, 기성, 나루끝, 도곡, 동대구, 매화, 병곡, 부구, 부산, 사동, 성류굴, 송라, 영덕, 울진, 월송, 장사, 죽변, 청하, 평해, 포항, 후포, 흥해 |

## 영덕 구 영해버스터미널
영덕 구 영해버스터미널은 경상북도 영덕군 영해면 예주길 42 에 위치한 목조건물로 일제 강점기 시절 버스터미널로 사용되던 건물이다. 2019년 12월 30일에 대한민국의 등록문화재 제762-11호로 지정되었다.
근대기 영해의 여객 운송을 담당했던 시설로, 영해 지역의 버스 운송업 형태와 규모 등을 확인할 수 있다. 현존하는 근대건축문화유산 중 목조로 지어진 버스터미널 건물이라는 점에서 희소성을 가질 뿐만 아니라, 용도에 적합한 구조방식과 공간을 구획하였다는 측면에서도 건축적인 가치가 있다고 할 수 있다.